# 山鹿中央病院
山鹿中央病院(やまがちゅうおうびょういん)は、熊本県山鹿市にある医療機関。

## 沿革
- 1933年:医療法人春水会により設立[1]
- 2023年:ウィーン少年合唱団のコンサートに地元小中学生を招待[1]

## 診療科・部門
- 消化器内科
- 循環器内科
- 呼吸器内科
- 脳神経外科
- 糖尿病内科
- 血液内科・リウマチ科
- 肝臓内科
- 放射線科
- 皮膚科・形成外科・アレルギー科
- もの忘れ外来
- 禁煙外来
- ボツリヌス療法
- 泌尿器科[2]

## 主な病院機能
- 救急告示病院[3]
- 二次救急医療機関
- 更生医療指定医療機関
- 肝炎治療実施医療機関
- 自立支援医療機関（更生、育成、精神）
- 脳卒中急性期拠点病院
- 脳卒中回復期医療機関

## 周辺の施設
- 山鹿温泉さくら湯
- 山鹿灯籠民芸館
- 山鹿郵便局
- 山鹿市立山鹿小学校

## 交通アクセス
- 産交バスバス停山鹿温泉から徒歩1分
- 山鹿バスの駅から徒歩9分